# Semlin (Rathenow)

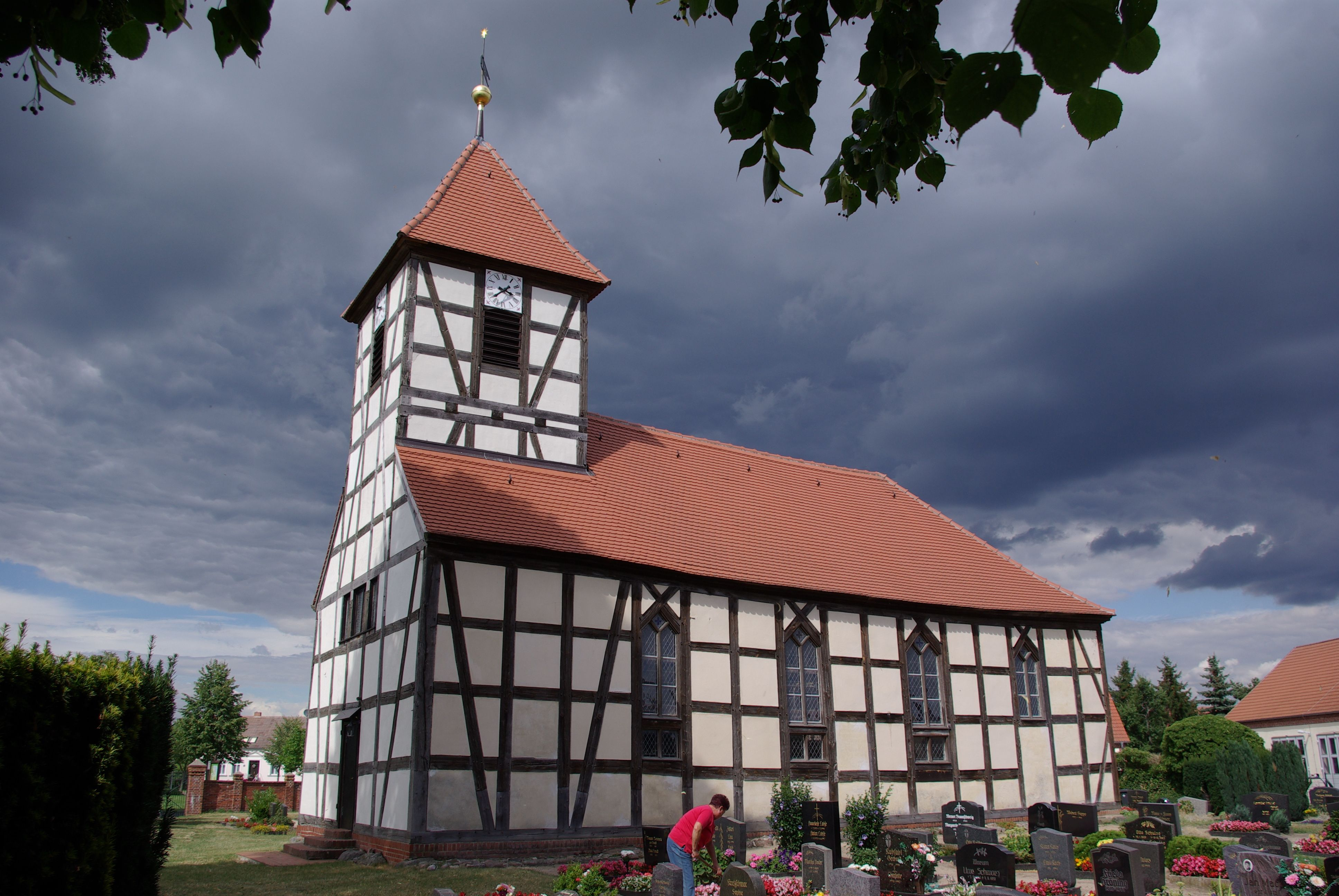
Dorfkirche Semlin

Semlin [ˌzɛmˈliːn] ist ein Ortsteil der Kreisstadt Rathenow im Landkreis Havelland in Brandenburg.

## Geografie
Semlin liegt am Südufer des hier auch Semliner See genannten Hohennauener-Ferchesarer Sees. Es bietet viele Möglichkeiten für Urlauber, unter anderem einen Bootshafen, Golfplatz (Golf Resort Semlin), Wassersport, Wanderwege und die Badestelle am „Bauerndeich“.
Semlin hat 580 Einwohner (Stand: 30. Juni 2022).

### Ortsteilgliederung
Zum Ortsteil Semlin gehören die Wohnplätze Lötze und Semlin Ausbau.

## Geschichte
Semlin wurde erstmals 1441 urkundlich erwähnt und besitzt eine Dorfkirche, die im Jahr 1732 als Fachwerkkirche errichtet wurde.
Der Semlinerin Anna Rahns (verh. Rop(p)ien), die 1672 während der Zeit der Hexenverfolgung in Semlin unter dem Vorwurf des Schadenzaubers verhört wurde und als „Butterhexe“ in die Dorfgeschichte einging, setzte das Dorf 2002 ein Denkmal auf dem Dorfplatz, das der Grützer Künstler Volker Michael Roth († 2008) gestaltete.
In den 1920er- und 1930er-Jahren wurde Semlin zunehmend auch für Touristen und Zuziehende interessant. Oluf Schacht, Bruder des Reichsbankpräsidenten und Wirtschaftsministers Hjalmar Schacht, lebte mit seiner Familie in einer Villa außerhalb des Dorfs.
Berliner Schauspieler wie Fritz Odemar und seine Frau Erika Nymgau, Schriftsteller Erich Kästner und der Groschenroman-Autor Axel Rudolph suchten Erholung am See. Axel Rudolph lebte ab 1936 in Semlin; seine Affaire mit der Tochter des NSDAP-Ortsgruppenleiters führte 1943 zur Verhaftung des ohnehin politisch unliebsamen Schriftstellers, der nach Aburteilung durch den Volksgerichtshof im Zuchthaus von Brandenburg unter dem Fallbeil starb.
Ab 1941 suchte Marianne Lohan, Tochter des Architekten Mies van der Rohe, mit ihrer Familie vor dem Rathenower Kriegsgeschehen Zuflucht im 1912–1915 am westlichen Seeufer gebauten Semliner Schloss Lötze.

## Politik
Semlins Ortsvorsteher ist Heiko Blankenburg.

## Dorfleben
Höhepunkt des Semliner Dorflebens ist das jährliche Sommerfest am letzten Samstag des Monats Juli. Der Semliner Drei-Seen-Lauf, ein Traditionslauf über 8, 21 und 25 km in den Disziplinen Nordic Walking, Laufen und Radfahren, findet am Morgen des gleichen Samstags statt – 2019 zum inzwischen 38. Mal. Der Lauf lockt mittlerweile über 1.000 Teilnehmer. Auf Zeitnahme und Startgebühr wird beim größten Volkslauf des Westhavellandes von jeher verzichtet.
Semlin liegt im südlichen Teil von Deutschlands erstem, 2014 offiziell anerkannten Sternenpark und gehört damit nachts zu den lichtärmsten Orten Europas.

## Bekannte Bewohner
In Semlin wohnt der Comiczeichner und Illustrator Eugen Gliege. Jürgen Sammert, der ehemalige Trainer der hessischen Siebenkämpferin Carolin Schäfer, ist gebürtiger Semliner.
Der Schriftsteller Axel Rudolph lebte von 1936 bis zu seiner Verhaftung 1943 in Semlin.